# سوزوکی اس‌ایکس۴
سوزوکی اس‌ایکس۴ یک خودروی فشرده‌است که از سال ۲۰۰۶ با همکاری دو شرکت سوزوکی ژاپن و فیات ایتالیا تولید می‌شود.

## تاریخچه
این خودرو در استودیو ایتال‌دیزاین طراحی و جایگزین مدل لیانا شده‌است. هرچند در آغاز فقط برای فروش در بازارهای اروپایی در نظر گرفته‌شده‌بود اما اس‌ایکس۴ در ژاپن، هند، اندونزی، آمریکای جنوبی، استرالیا، آفریقای جنوبی و آمریکای شمالی نیز فروخته‌شده‌است.
اس‌ایکس۴ اولین بار در نمایشگاه خودرو جنوا در سال ۲۰۰۶ به نمایش درآمد و فعلاً در کارخانه‌هایی در مجارستان، ژاپن و هند تولید می‌شود.
انتظار می‌رود ۶۰۰۰۰ دستگاه از این ماشین تولید شود که ⅔ توسط سوزوکی و ⅓ توسط فیات با نام سِدیچی فروخته خواهد شد.
مدل‌های نخست آن کاملاً در ژاپن ساخته و صادر شدند اما با افزایش تقاضای پیش‌بینی نشده برای این خودرو، کارخانه‌های مختلفی برای سرهم‌کردن قطعات و تولید آن در چند نقطه دنیا تأسیس شد.

## مشخصات موتور
| مدل                                      | 1.5 4x2                        | 1.6 VVT 4x2                    | 1.6 VVT 4x4                    | 1.9 DDiS 4x2                   | 1.9 DDiS 4x4                   | 1.6 VVT                        |
| بدنه                                     | کراس‌اور (هاچ‌بک)                | کراس‌اور (هاچ‌بک)                | کراس‌اور (هاچ‌بک)                | کراس‌اور (هاچ‌بک)                | کراس‌اور (هاچ‌بک)                | سدان                           |
| چینش سیلندرها                            | ۴ عدد، ردیفی                   | ۴ عدد، ردیفی                   | ۴ عدد، ردیفی                   | ۴ عدد، ردیفی                   | ۴ عدد، ردیفی                   | ۴ عدد، ردیفی                   |
| نوع موتور                                | بنزینی                         | بنزینی                         | بنزینی                         | توربودیزل                      | توربودیزل                      | بنزینی                         |
| موتور                                    | M15A                           | M16A VVT                       | M16A VVT                       | D19AA                          | D19AA                          | M16A VVT                       |
| حجم موتور (cm³)                          | ۱۴۹۰                           | ۱۵۸۶                           | ۱۵۸۶                           | ۱۹۱۰                           | ۱۹۱۰                           | ۱۵۸۶                           |
| Bore x Stroke (mm)                       | ۷۸٬۰ × ۷۸٬۰                    | ۷۸٬۰ × ۸۳٬۰                    | ۷۸٬۰ × ۸۳٬۰                    | ۸۲٬۰ × ۹۰٬۴                    | ۸۲٬۰ × ۹۰٬۴                    | ۷۸٬۰ × ۸۳٬۰                    |
| نسبت تراکم                               | ۹٬۵:۱                          | ۱۰٬۵:۱                         | ۱۰٬۵:۱                         | ۱۸٬۰:۱                         | ۱۸٬۰:۱                         | ۱۰٬۵:۱                         |
| توان (kW)                                | ۷۳ کیلووات ۵۸۰۰ دور در دقیقه   | ۷۹ کیلووات ۵۶۰۰ دور در دقیقه   | ۷۹ کیلووات ۵۶۰۰ دور در دقیقه   | ۸۸ کیلووات ۳۵۰۰ دور در دقیقه   | ۸۸ کیلووات ۳۵۰۰ دور در دقیقه   | ۷۹ کیلووات ۵۶۰۰ دور در دقیقه   |
| گشتاور (Nm)                              | ۱۳۳ نیوتن‌متر ۴۱۰۰ دور در دقیقه | ۱۴۵ نیوتن‌متر ۴۰۰۰ دور در دقیقه | ۱۴۵ نیوتن‌متر ۴۰۰۰ دور در دقیقه | ۲۸۰ نیوتن‌متر ۲۰۰۰ دور در دقیقه | ۲۸۰ نیوتن‌متر ۲۰۰۰ دور در دقیقه | ۱۴۵ نیوتن‌متر ۴۰۰۰ دور در دقیقه |
| بیشترین سرعت                             | 175 km/h                       | ۱۸0 (170)* km/h                | 170 km/h                       | 190 km/h                       | 180 km/h                       | ۱۸0 (170)* km/h                |
| شتاب 0–100 km/h                          | 11,0 s                         | ۱۰٬۸ (۱۲٬۳)* s                 | 11,5 s                         | 10,5 s                         | 11,2 s                         | ۱۰٬۷ (۱۲٬۳)* s                 |
| مصرف سوخت ترکیبی (شهر و جاده) (l/100 km) | ۶٬۸                            | ۶٬۸ (۷٬۶)*                     | ۷٬۱                            | ۶٬۳                            | ۶٬۶                            | ۶٬۷ (۷٬۴)*                     |
| آلایندگی CO2 (g/km)                      | ۱۶۳                            | ۱۶5 (173)*                     | ۱۸۲                            | ۱۶۶                            | ۱۷۴                            | ۱۵9 (175)*                     |
| وزن (kg)                                 | ۱۲۰۵                           | ۱۲۰5 (1220)                    | ۱۲۶۵                           | ۱۳۴۰                           | ۱۴۰۰                           | ۱۲۴0 (1255)*                   |

- = با جعبه‌دنده خودکار

## نگارخانه

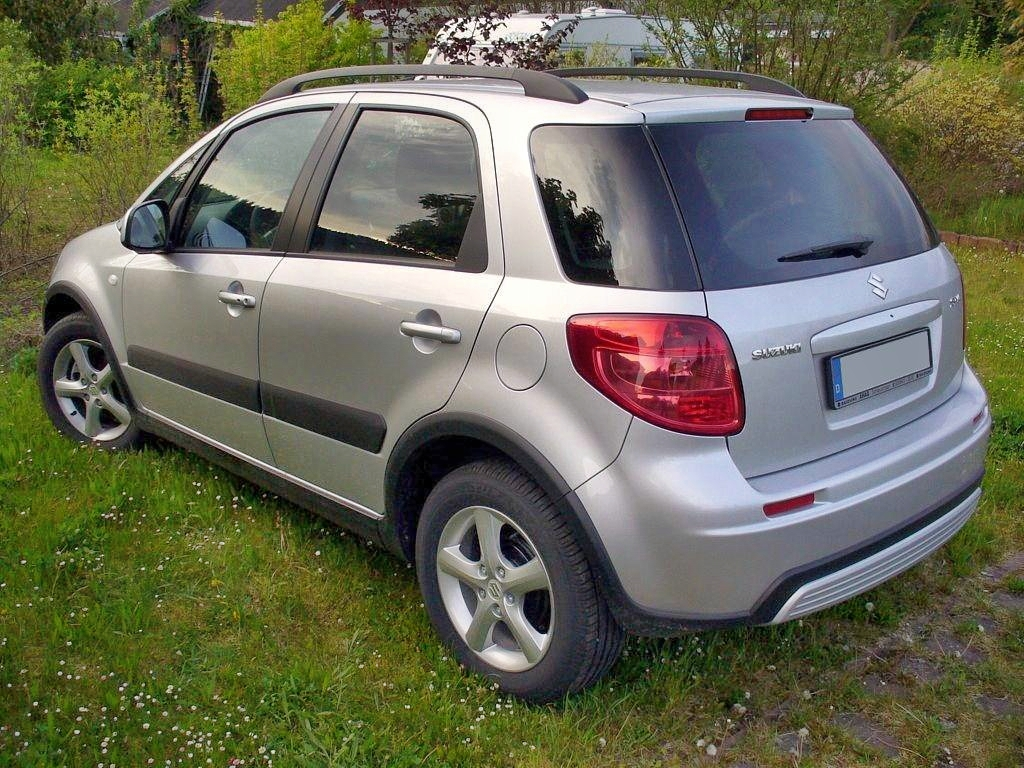
سوزوکی اس‌ایکس۴ هاچ‌بک، اروپا
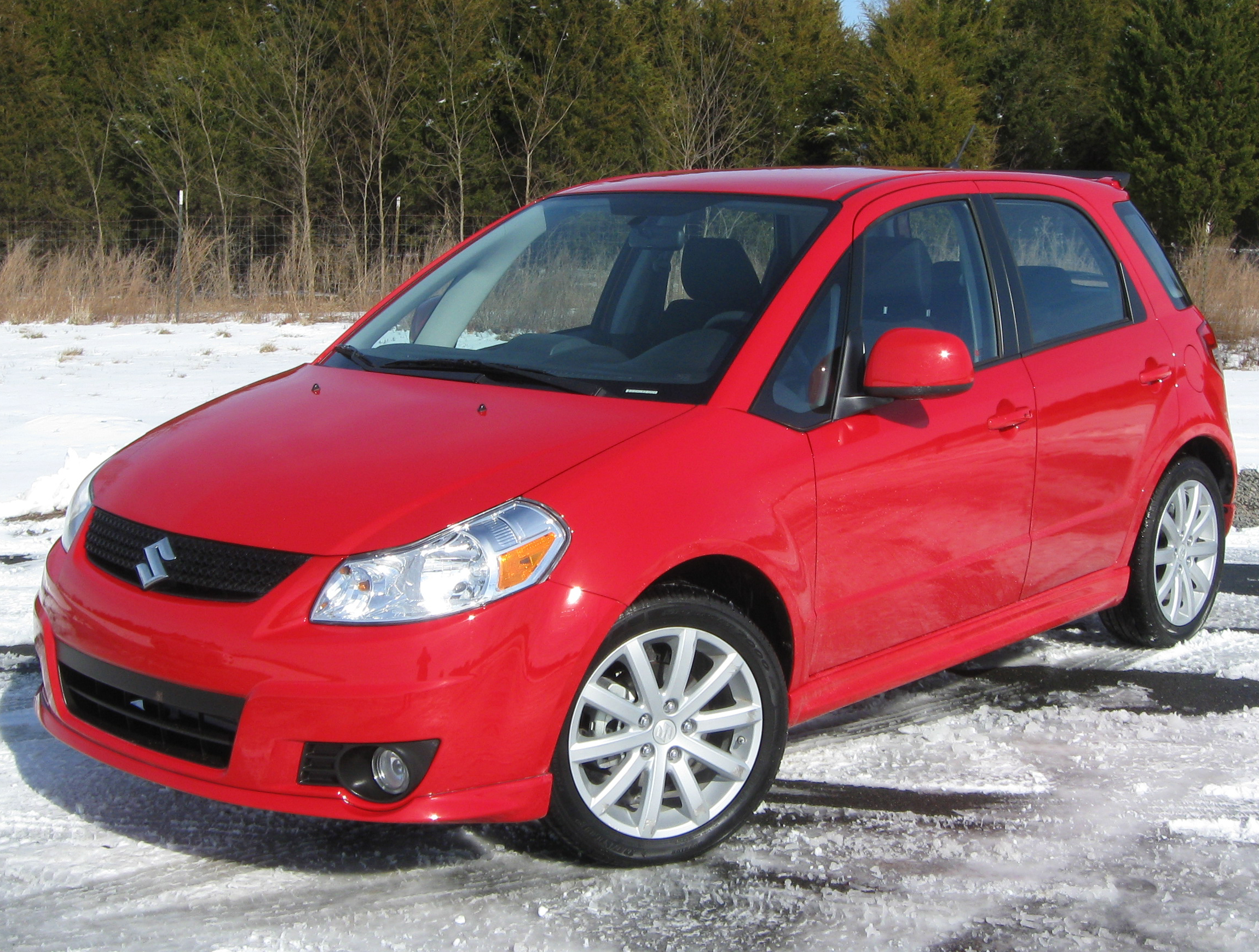
سوزوکی اس‌ایکس۴ اسپورت‌بک ۲۰۱۰، آمریکا
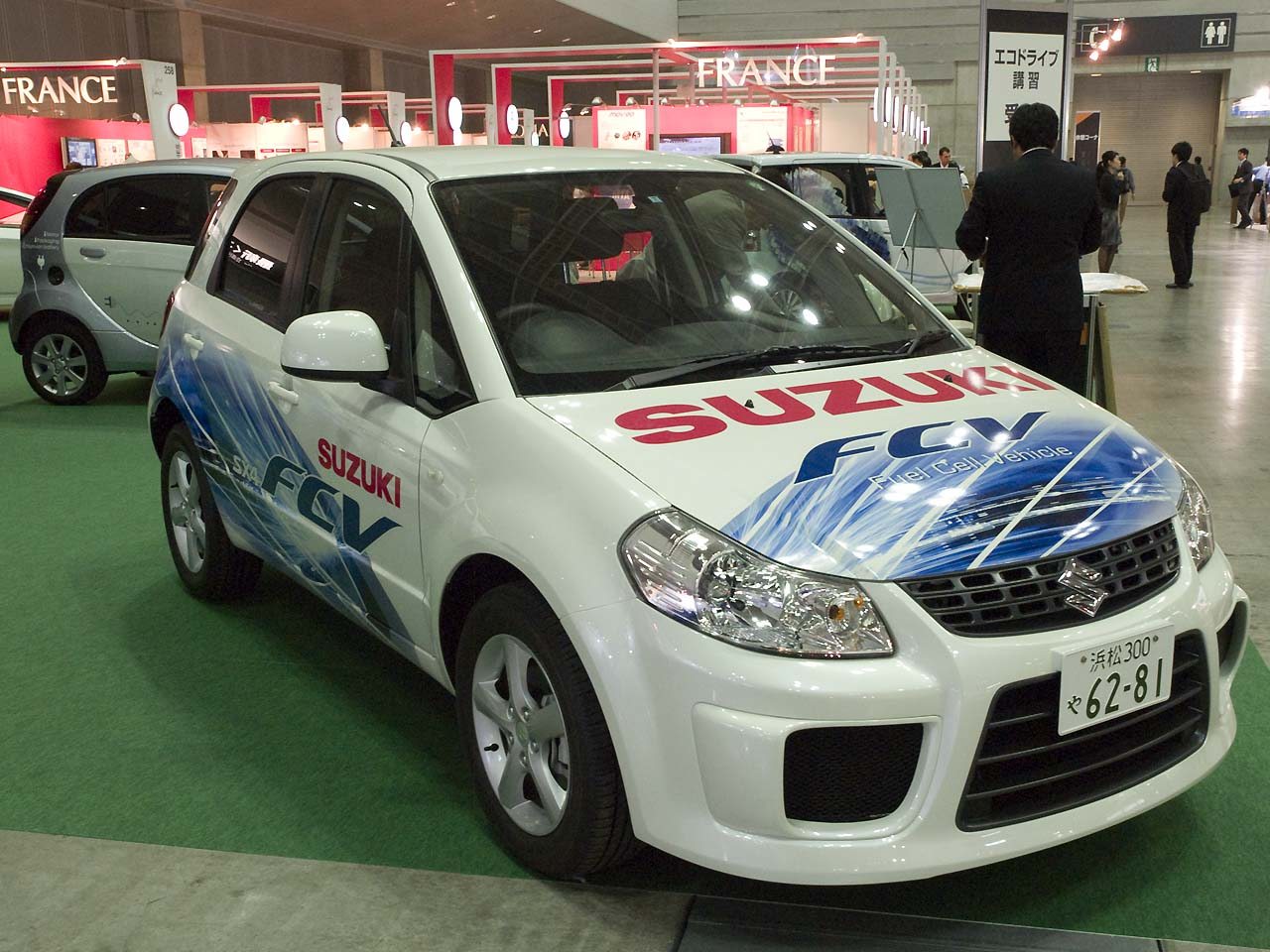
سوزوکی اس‌ایکس۴ اف‌سی‌وی، در نمایشگاهی در ژاپن، ۲۰۰۹
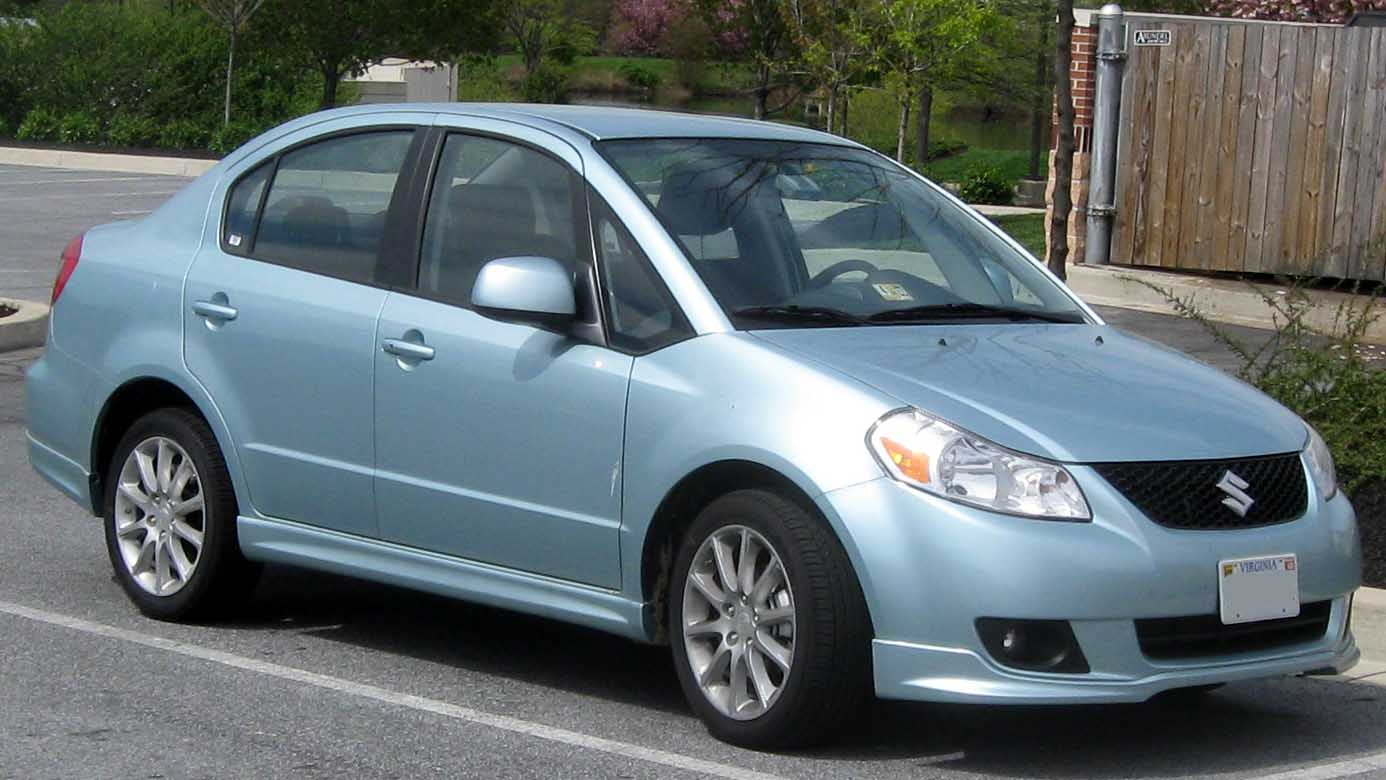
سوزوکی اس‌ایکس۴ سدان، آمریکا